# Vianna da Motta
José Vianna da Motta GOC • GOSE • GCSE, ou Viana da Mota segundo a ortografia vigente (São Tomé, São Tomé e Príncipe, 22 de Abril de 1867 — Lisboa, 1 de Junho de 1948), foi um pianista, compositor, maestro e musicógrafo português.

## Biografia

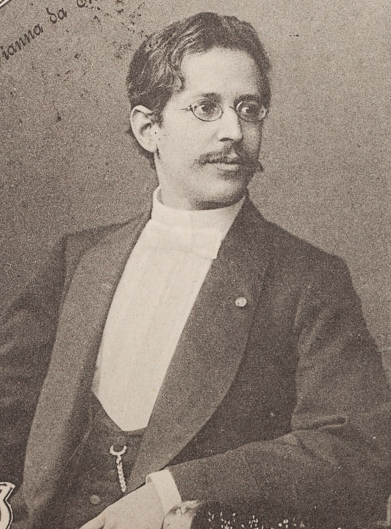
José Vianna da Motta (Union Postale Universelle).

José Vianna da Motta nasceu na então colónia portuguesa de São Tomé a 22 de abril de 1867. Pouco tempo depois, viajou para Lisboa com os seus pais, José António da Motta, um farmacêutico natural de Lisboa, e Inês Joaquina de Almeida Vianna, natural de São Tomé. Veio a estudar no Conservatório Nacional de Lisboa, então designado Conservatório Real de Lisboa. Revelou cedo uma grande proficiência para a música, particularmente para o piano, tendo composto a sua primeira peça musical com 5 anos de idade. Professava a religião evangélica.
Por iniciativa do seu pai, foi levado à corte em 1874, tendo com isso obtido o patrocínio dos seus estudos pelo rei D. Fernando II e sua esposa, a Condessa de Edla. Até 1882, apresentou-se várias vezes não só em recitais privados mas também em recitais públicos, nomeadamente no Salão da Trindade. Durante esse período, compôs dezenas de obras - sobretudo para piano solo - dos mais variados géneros: valsas, mazurcas, polcas, marchas, fantasias, etc.
Após concluir os seus estudos no Conservatório Nacional em 1882, partiu para Berlim, custeado pelo real mecenas, ingressando no Conservatório Scharwenka onde teve aulas de piano com Xaver Scharwenka e aulas de composição com o irmão Philipp Scharwenka. Estudou paralelamente com Carl Schaeffer, membro da Sociedade Wagneriana que exerceu grande influência em Vianna da Motta, a julgar pelo conteúdo dos seus diários.
No verão de 1885, frequentou um estágio de piano de Franz Liszt em Weimar tendo por isso sido um dos últimos alunos do mestre húngaro. Parte dessa experiência é relatada por Vianna da Motta nas suas obras literárias A Vida de Liszt e Música e músicos alemães: Recordações, ensaios, críticas. Em 1887, frequentou o curso de interpretação de Hans von Bülow em Frankfurt am Main, experiência descrita por Vianna da Motta na sua correspondência e posteriormente publicada na obra literária Nachtrag zu Studien bei Hans von Büllow von Theodor Pfeiffer.
Durante a sua carreira de pianista concertista, que arrancou verdadeiramente no ano de 1887, Vianna da Motta deu mais de mil concertos por todo o mundo - muitos dos quais perante presidentes, Reis e Imperadores - nomeadamente na Alemanha, em Portugal, em França, em Espanha, em Inglaterra, em Itália, na Dinamarca, no Brasil, na Argentina, no Uruguai, nos Estados Unidos, em Marrocos, na Rússia, etc. Destacou-se no quadro dos distintos pianistas da sua época sendo particularmente elogiado, pela imprensa e pela crítica, nas suas interpretações de Bach, Beethoven e Liszt. Tocou com músicos célebres da época, tais como Pablo de Sarasate, Guilhermina Suggia, Alice Barbi, Tivadar Nachéz, Enrique Fernández Arbós, Bernardo Moreira de Sá, Eugène Ysaÿe, etc. Foi amigo próximo de Ferruccio Busoni e Isidor Philipp e contactou com diversas personalidades do mundo da música, tais como Alfred Cortot.
Fez parte da Maçonaria, tendo sido iniciado na Loja Ave Labor, do Porto, com o nome simbólico de Bontempo.
Com o início da Primeira Guerra Mundial, Vianna da Motta viu-se obrigado a abandonar a sua residência em Berlim e, em 1915, instalou-se em Genebra. Aí dirigiu a classe de virtuosidade da Escola Superior de Música até 1917, ano em que regressou definitivamente a Portugal. À sua chegada a Lisboa, fundou a Sociedade de Concertos da qual foi o primeiro director artístico. Assumiu, em 1919, o cargo de director do Conservatório Nacional de Lisboa que manteve até ao ano de 1938. No primeiro ano do exercício dessa função, e com a colaboração de Luís de Freitas Branco, procedeu à reforma do ensino da música aí praticado modernizando os seus programas e métodos pedagógicos. Exerceu também o cargo de director musical da Orquestra Sinfónica de Lisboa entre 1918 e 1920.
Realizou inúmeras primeiras audições em Portugal de obras há muito consagradas - como a integral das 32 sonatas de Beethoven, no centenário da sua morte assinalado em 1927 - e de obras de compositores seus contemporâneos. Publicou assiduamente artigos em revistas especializadas alemãs e portuguesas sobre técnica e interpretação pianísticas, assim como estudos acerca da música de Wagner e Liszt. Colaborou na revista A Arte Musical  (1898-1915) e na revista Lusitânia  (1924-1927).
Entre os seus discípulos destacam-se os pianistas José Carlos Sequeira Costa, Maria Helena Sá e Costa, Maria Manuela Araújo, Elisa de Sousa Pedroso, Campos Coelho, Maria Cristina Lino Pimentel, Marie Antoinette Aussenac, Nella Maissa, Guilherme Fontainha, Maria da Graça Amado da Cunha, Fernando Corrêa de Oliveira, Luiz Costa, o musicólogo João de Freitas Branco e o compositor Fernando Lopes-Graça.
José Vianna da Motta foi importante para a História da Música em Portugal no âmbito da "música de concerto", por lhe caber o mérito da primeira procura e criação consciente de "música culta" de carácter nacional. São disso testemunho a sua obra mais relevante a Sinfonia "À Pátria" (que apresenta também a inovação entre nós do conceito lisztiano de música programática e em que, ao que parece, um compositor português usa pela primeira vez numa sinfonia, temas genuínos do folclore português), as suas composições pianísticas, as suas canções para canto e piano.
Na Alemanha foi-lhe concedido o título de "Hofpianist" (pianista da Corte) por Carlos Eduardo de Saxe-Coburgo-Gota. Foi Grande-Oficial da Ordem Militar de Sant'Iago da Espada (28 de junho de 1920), Grande-Oficial da Ordem Militar de Cristo (19 de abril de 1930) e Grã-Cruz da Ordem Militar de Sant'Iago da Espada (2 de junho de 1938).
Casou primeira vez com Margarethe Marie Lemke (Karlsruhe, Heidelberg, 31 de março de 1858 — Leipzig, 1900), filha de Julius Lemke (1828—1905) e de sua mulher Agnes Eckhardt (1831—1880), sem geração. 
A 2 de janeiro de 1902, casou segunda vez em Charlottenburg, Berlim, com a cantora de concertos Anna Johanna Maria Harden, natural da Hungria, filha do escriturário de justiça em Baden e doutor em direito Fridolin Harden e de sua mulher Elisabete Wenckebach. Os dois divorciaram-se por sentença de 23 de dezembro de 1911. Deste casamento não houve geração.
A 12 de fevereiro de 1912, casou terceira vez civilmente, em Lisboa, com a actriz Berta de Bivar. Foram padrinhos de casamento Elisa de Sousa Pedroso e seu marido, Alberto Pedroso. Por sentença de 19 de março de 1923, os dois divorciaram-se litigiosamente. Deste casamento nasceram duas filhas - Inês Vianna da Motta, casada com o psiquiatra Henrique João Barahona Fernandes, e Leonor Micaela de Bivar Vianna da Motta, nascida em Buenos Aires, casou com João Apolinário Sampaio Brandão, com geração.
Faleceu em 1948, em Lisboa, tendo vivido os últimos anos da sua vida na residência de sua filha Inês Vianna da Motta. Foi sepultado no Cemitério do Alto de São João, sendo homenageado em 1 de Outubro de 2016, com a sua trasladação para um jazigo novo no Cemitério dos Prazeres.

## Legado

### Composições
José Vianna da Motta dedicou-se à composição desde muito cedo. A sua primeira composição, intitulada Primeira inspiração musical, data de 1873 quando tinha apenas 5 anos de idade. Durante a sua infância, até aos seus 14 anos de idade, Vianna da Motta compôs mais de cinquenta peças, sobretudo para piano solo. Estas peças de infância, compostas entre 1873 e 1883, são representativas da primeira fase criativa do compositor, fase essa que se caracteriza sobretudo pela composição de peças de baile, marchas, variações e fantasias sobre temas populares de óperas.

#### Obras de infância para piano solo (selecção)
- Gratidão, Valsa (1874)
- Triumpho e Gloria, Grande Marcha (1875)
- Amizade, Mazurca (1875)
- Amor Filial, Valsa op. 16 (1878)
- Purificação, Polca op. 18 (1878)
- Praia das Conchas, Grande quadrilha de contradanças op. 22 (1878)
- Gaieté, Galop op. 35 (1880)
- Pensée Poétique, Rêverie op. 36 (1880)
- Polaca, op. 37 (1880)
- Resignação, op. 39 (1880) - peça para a mão esquerda
- Au bord du Lac de Pena, Pastorale op. 50 (1881)
- Variations sur l'hymne de Sa Magesté le Roi Don Louis I, op. 43 (1881)
- O Dia 20 de Maio, Quadrilha de valsas para piano op. 44 (1881)
- Elegia, op. 45 (1881)
- Variações sobre um tema original, op. 47 (1881)
- Grande fantaisie triomphale sur l'hymne de Sa Magesté le Roi Don Ferdinand II, op. 48 (1881)
- Três Romances sem palavras, op. 51 (1882)
- Rondino (1882)

A segunda fase criativa do compositor (de 1884 a 1895, sensivelmente) coincide com o período de formação na Alemanha e é por isso marcada pela influência germânica. Ela caracteriza-se essencialmente pela composição de peças para piano, de obras concertantes, música de câmara e Lieder. A terceira fase criativa caracteriza-se pelo recurso à canção tradicional portuguesa. Esta fase nasceu logo após o Ultimato britânico de 1890 com a composição da 1ª Rapsódia Portuguesa, obra inspirada em fados e dedicada ao então Rei de Portugal, o Rei D. Carlos. A partir de 1908, Vianna da Motta abandonou quase por completo a composição, talvez por discordar das novas tendências modernistas que vingavam por toda a Europa.

#### Obras para piano solo (selecção)
- Barcarola, op. 1 (ca. 1884)
- Fantasiestück, op. 2 (1885)
- Sonata em Ré maior (1885)
- Capriccio, op. 6 (ca. 1885)
- Zwei Klavierstücke nach A. Böcklin (1891)
- Cinco Rapsódias Portuguesas (1891 - ca. 1895)
- Serenata, op. 8 (1893)
- Cenas portuguesas, op. 9 (a. 1893)
- Cenas portuguesas, op. 15 (1905)
- Balada, op. 16 (1905), também conhecida por Balada sobre duas melodias portuguesas, op. 16
- Barcarola, op. 17 (ca. 1905)
- Cenas portuguesas, op. 18 (1908)

#### Obras para piano a quatro mãos
- Ein Dorffest (1885)
- Erinnerungen, op. 7 (1885)

#### Obras para piano e orquestra
- Concerto para piano e orquestra em Lá maior (1886 - 1887)
- Dramatische Fantasie (1893)

#### Obras para música de câmara (com piano)
- Trio em si menor (1888 - 1889) - com violino e violoncelo
- Quarteto em Lá menor (1889) - com violino, viola e violoncelo (obra inacabada)
- Romanza (1893) - com flauta transversal
- Sonata em si bemol maior (1894) - com violino

#### Obras para canto e piano (selecção)
- Drei Lieder, op. 3 (1885)
- Fünf Lieder, op. 5 (1887)
- Vier Gedichte, op. 8 (1890)
- Canções portuguesas, op. 10 (1893 - 1895)
- Duas Romanzas (1893)
- Danke, op. 13 nº 1 (1895)
- Umflort, gehüllt in Trauern, op. 13 nº 2 (1895)
- Lass mich deine Augen fragen, op. 13 nº 3 (1895)
- A Luz (1910)
- Cantar dos Búzios (1929)
- Verdes são as hortas (1936)

#### Obras para quarteto de cordas
- Variações (1884)
- Andante (ca. 1885)
- Quarteto em mi bemol maior (1887 - 1888)
- Quarteto em sol maior (ca. 1894)
- Cenas nas montanhas, op. 14 (a. 1896)

#### Obras para orquestra
- Abertura Inês de Castro (1886)
- Marcha portuguesa (1893)
- Invocação dos Lusíadas, op. 19 (1897) - com coro
- Sinfonia "À Pátria" (1894; rev. 1920)

A Sinfonia "À Pátria" é geralmente considerada a obra-prima de Vianna da Motta. Foi a primeira sinfonia a merecer as honras de impressão em Portugal. Ela é inspirada em versos de Luís Vaz de Camões e segue o modelo formal clássico das sinfonias de Beethoven: quatro andamentos, dos quais o terceiro é um scherzo. No terceiro andamento o compositor utiliza duas canções populares portuguesas. Daqui depreende-se que nem sempre é fácil traçar a fronteira entre a segunda e a terceira fase criativa do compositor. Com efeito, várias das suas obras resultam claramente do cruzamento das culturas alemã e portuguesa, da importância que teve a sua formação musical na Alemanha e da necessidade de expressar o seu patriotismo por via do recurso à música tradicional portuguesa. 

### Revisões e edições musicais
Em 1913, a editora Breitkopf & Härtel encarregou Vianna da Motta de escrever as notas de revisão dos volumes IV a X para a primeira edição completa das obras de Franz Liszt. Este foi um trabalho que Vianna da Motta realizou a par com Ferrucio Busoni. Segue uma lista de algumas das obras para piano de Franz Liszt editadas por Vianna da Motta: 
- LISZT, Franz, Années de Pèlerinage: Suisse, S. 160, ed. José Vianna da Motta, Leipzig, Breitkopf & Härtel, 1916.
- LISZT, Franz, Années de Pèlerinage: Italie, S. 161, ed. José Vianna da Motta, Leipzig, Breitkopf & Härtel, 1916.
- LISZT, Franz, Années de Pèlerinage: Troisième année, S. 163, ed. José Vianna da Motta, Leipzig, Breitkopf & Härtel, 1916.
- LISZT, Franz, Harmonies poétiques et religieuses I, S. 154, ed. José Vianna da Motta, Leipzig, Breitkopf & Härtel, 1917.
- LISZT, Franz, Sonate en si mineur S. 178, ed. José Vianna da Motta, Leipzig, Breitkopf & Härtel, 1924.
- LISZT, Franz, Ballade n.º 1, S. 170, ed. José Vianna da Motta, Leipzig, Breitkopf & Härtel, 1924.
- LISZT, Franz, Ballade n.º 2, S. 171, ed. José Vianna da Motta, Leipzig, Breitkopf & Härtel, 1924.
- LISZT, Franz, Consolations, S. 172, ed. José Vianna da Motta, Leipzig, Breitkopf & Härtel, 1924.
- LISZT, Franz, Harmonies poétiques et religieuses III, S. 173, ed. José Vianna da Motta, Leipzig, Breitkopf & Härtel, 1926.
- LISZT, Franz, 2 Légendes, S. 175, ed. José Vianna da Motta, Leipzig, Breitkopf & Härtel, 1927.
- LISZT, Franz, Grand Galop Chromatique, S. 219, ed. José Vianna da Motta, Leipzig, Breitkopf & Härtel, 1928.
- LISZT, Franz, 2 Polonaises, S. 223, ed. José Vianna da Motta, Leipzig, Breitkopf & Härtel, 1928.

Viana da Motta também se interessou pela edição de obras de outros compositores, como Beethoven, Chopin ou Schumann, pela publicação de estudos de Czerny e Heller e de exercícios de técnica inspirados em obras de Charles-Valentin Alkan. 
- BEETHOVEN, Ludwig van, Sonata op. 31 n.º 2 em Ré menor interpretada por José Vianna da Motta, ed. José Vianna da Motta, Lisboa, Sassetti, s.d.
- CHOPIN, Frédéric, Valsas: revistas, dedilhadas e interpretadas por José Vianna da Motta, ed. José Vianna da Motta, Lisboa, Sassetti & C.ª, s.d.
- CHOPIN, Frédéric, Nocturnos: revistos e anotados por José Vianna da Motta, ed. José Vianna da Motta, Lisboa, Sassetti & C.ª, s.d.
- CZERNY, Carl, 30 novos estudos op. 849: dedilhados e anotados por J. Vianna da Motta, ed José Vianna da Motta Lisboa, Sassetti & C.ª, s.d.
- CZERNY, Carl, Escola de velocidade op. 299: Revisão por José Vianna da Motta, ed. José Vianna da Motta, Lisboa, Sassetti & C.ª, s.d.
- CZERNY, Carl, A arte de desligar os dedos, op. 740: Edição, revista e dedilhada por José Vianna da Motta, ed. José Vianna da Motta, Lisboa, Sassetti & C.ª, s.d.
- HELLER, Stephen, 25 estudos melódicos, op, 45, revistos e dedilhados por J. Vianna da Motta, ed. José Vianna da Motta, Lisboa, Sassettl & C.ª, s.d.
- HELLER, Stephen, 30 estudos progressivos, op, 46, revistos e dedilhados por J. Vianna da Motta, ed. José Vianna da Motta, Lisboa, Sassetti & C.ª, s.d.
- HELLER, Stephen, 25 estudos para piano, op, 47, revistos e dedilhados por J. Vianna da Motta, ed. José Vianna da Motta, Lisboa, Sassetti & C.ª, s.d.
- VIANNA DA MOTTA, José, Exercices de Virtuosité tirés des oeuvres de C.V. Alkan, Paris, Costallat & Cie., 1908.
- SCHUMANN, Robert, Album para a juventude: 43 peças para piano revistas e dedilhadas por J. Vianna da Motta / R. Schumann, op. 68, Lisboa, Sassetti & Ca., [1923].

### Obra literária
- Nachtrag zu Studien bei Hans von Büllow von Theodor Pfeiffer, Berlim, 1896; trad. em inglês por Richard Louis Zimdars, The piano Master Classes of Hans von Bülow: two participants accounts, Indiana, Indiana University Press, 1993. (Trata-se de um opúsculo com a descrição das aulas que Vianna da Motta frequentou em Frankfurt am Main no ano de 1887. Essas aulas foram em primeiro lugar descritas em cartas enviadas a Margarethe Lemke e Juliua Lemke e só posteriormente foram reunidas e publicadas por Vianna da Motta. No entanto, elas não foram publicadas tal como ele escreveu às senhoras Lemke. Segundo Christine Wassermann Beirão, em Nachtrag zu Studien bei Hans von Büllow von Theodor Pfeiffer "Vianna da Motta não cita os nomes dos participantes criticados, nem faz a sua própria análise, informando com a maior objetividade. Também as críticas de Hans von Bülow são amenizadas e parcialmente encurtadas. Em contrapartida, a versão exposta nas cartas [...], é a que mais se aproxima da descrição verdadeira, em que Vianna da Motta não se coíbe de transmitir as suas observações e aquilo que Bülow, na realidade, havia comentado sem rodeios.”[10])
- A Sonata, Lisboa, Livraria Clássica, 1906.
- Pensamentos extraídos das obras de Luís de Camões, Porto, Renascença Portuguesa, 1919. (Não se trata propriamente de uma obra literária mas de versos de Camões reunídos em categorias enunciadas por Vianna da Motta.)
- Música e músicos alemães: Recordações, ensaios, críticas, Coimbra, Instituto Alemão, 1941.
- A Vida de Liszt, Porto, Edições Lopes da Silva, 1945.
- Música e músicos alemães: Recordações, ensaios, críticas, 2ª edição revista e aumentada, 2 volumes, Coimbra, Coimbra Ed., 1947.

A correspondência e os diários de Vianna da Motta têm sido objeto de estudo por parte de alguns musicólogos e investigadores. Segue uma lista das suas publicações:
- Vianna da Motta e Ferruccio Busoni: Correspondência 1898-1921, Coordenação e notas musicológicas Christine Wassermann Beirão, transcrição José Manuel de Melo Beirão, trad. Elvira Archer, Lisboa, Caminho, 2003.
- Diários (1883-1893); Coordenação e notas musicológicas Christine Wassermann Beirão; tradução Elvira Archer; transcrição José Manuel de Melo Beirão; apresentação de Mário Vieira de Carvalho; prefácio de Christine Wassermann Beirão, Lisboa, Biblioteca Nacional de Portugal e Centro de Estudos de Sociologia e Estética Musical, 2015.
- Correspondência com Margarethe Lemke: 1885-1908, organização e notas Christine Wassermann Beirão, Biblioteca Nacional de Portugal : Centro de Estudos de Sociologia e Estética Musical, 2018.

### Gravações
Por volta de 1927, Vianna da Motta gravou para a casa Pathé obras para piano a solo de Busoni, Schubert, Chopin, Liszt e também composições suas. Estas gravações são difíceis de obter. Elas foram editadas em 1995 pela etiqueta Dante que, entretanto, faliu.
- José Vianna da Motta: The Complete Recordings, dir. Ward Marston, Paris, Pathé Art Label, 1928; reed. dir. Bruno Saint-Germain e Jean-Louis Percot, s.l., CD Dante HPC028, 1995.
- The Pupils of Liszt (Pearl 9 972)
- Great Pianists on Piano Rolls (Phonographe Records 5 027)

## Discografia com obras de Vianna da Motta
A maior parte dos registos que se seguem não são exclusivamente de obras de Vianna da Motta, mas sim de selecções de obras feitas pelos intérpretes nas quais se encontram algumas obras deste. Na lista que se segue foram também incluídas as gravações que Vianna da Motta fez das suas obras.
- José Vianna da Motta: The Complete Recordings, dir. Ward Marston, Paris, Pathé Art Label, 1928; reed. dir. Bruno Saint-Germain e Jean-Louis Percot, s.l., CD Dante HPC028, 1995.
- José Carlos Sequeira Costa, José Vianna da Motta: PIano Music, Suffolk, Marco Polo (#8 225 116), 1999.
- António Rosado, Viana da Mota: Sonata; Fantasiestück Op.2; Barcarola N.º 1 Op.1; Barcarola N.º2 Op.17; Balada Op.16, [s.l.], Portugalsom (#860018), 1986.
- Artur Pizarro e Martyn Brabbins, José Vianna da Motta: Piano Concerto in A major; Fantasia Dramatica; Ballada, Op 16, [Lisboa], Hyperion (#67163), 2000.
- Sofia Lourenço, Compositores portugueses contemporâneos, Paços de Brandão, Numérica (#1 077), 1999.
- Elvira Archer e Anton Illenberger, Lieder, Lisboa, Portugalsom (#870 009), 1988.
- Orquestra Sinfónica da RDP dirigida por Silva Pereira e pela Orquestra Sinfónica do Estado Húngaro dirigida por Mátyás Antal (Portugalsom CD 870016/PS e SP 4117);
- Mário Mateus e Orquestra Filarmónica de São Petersburgo, Vianna da Motta: À Pátria; Dona Inês de Castro, [São Petersburgo], Northern Flowers (#9938), 2006.
- Pedro de Freitas Branco, Pedro de Freitas Branco Edition, vol. 12, Lisboa, Strauss-Portugalsom (#4116), 1996.
- Jean Alexis Smith, Liszt / Viana da Mota, [s.l.], Jean Alexis Smith (651047154821), 2004.
- Nancy Lee Harper, Música portuguesa para piano Vol. 3, Lisboa, Numérica, 2012.
- Sofia Lourenço, Portuguese Piano Music, [s.l.], Grand Piano (#725), 2016.
- Álvaro Cassuto, José Vianna da Motta: À Pátria - Sinfonia; Inês de Castro; Chula; Three Impromptus; Vito, [Liverpool], Naxos (#8.573495), 2015.
- Bruno Belthoise e João Costa Ferreira, Paris-Lisboa: Bruno Belthoise & ensembles, Lisboa, Movimento Patrimonial pela Música Portuguesa (#38 e #39), 2017.
- João Costa Ferreira, Viana da Mota: Piano Works, [s.l.], Grand Piano (#742), 2018.
- Luís Pipa, José Vianna da Mota: Piano Music, Londres, Toccata Classics, 2018.
- Vasco Dantas, Poetic Scenes for piano, Ratingen, ARS Produktion, 2020.
- João Costa Ferreira, José Vianna da Motta: Poemas pianísticos, Vol. 1, Lisboa, Movimento Patrimonial pela Música Portuguesa (#62), 2020.
- Luís Duarte e Lígia Madeira, Portuguese Music for Piano Duo, Porto, Brilliant Classics, 2021.